# 朱學範

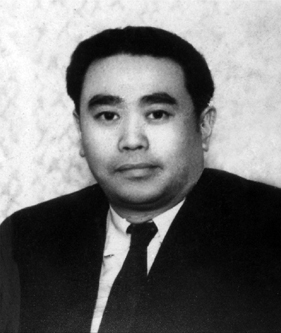
朱学范

朱学范（1905年6月12日—1996年1月17日），曾用名朱屏安，男，上海金山人，中华人民共和国政治人物，原副国级领导人。中华民國工会领袖，中华人民共和国第一任邮电部部长，中国国民党革命委员会主要创始人之一。

## 生平

### 早年生涯
1905年6月12日（清朝光绪三十一年农历五月初十），朱学范出生于上海老北门城红桥附近的一户职员家庭。父亲朱寿山。朱学范排行第七，乳名为“七官”，学名为朱屏安。1911年，朱学范6岁时开始上学。1919年五四运动爆发后，15岁的朱学范与同学们参加了学校组织的讲演及抵制日货运动。1921年，朱学范从敬业小学高小部毕业之后，入虹口南浔路圣芳济学堂学习英文一年零三个月。
17岁时，因父亲朱寿山已经失业，朱学范辍学当工人。仅工作一年多，便因过劳而吐血，被外国老板解雇。1924年，朱学范参加上海邮局招工考试获得录取，成为邮务生。

### 上海工运领袖
1925年5月，上海五卅运动爆发。朱学范参与组织邮务工人罢工。其间，朱学范结识了此次罢工的领袖李立三。自此，朱学范开始从事工人运动。在中国共产党领导下，1926年10月到1927年3月，上海工人先后发动三次武装起义。1927年3月21日，朱学范与其他邮务工人参加第三次武装起义，任上海邮局工人纠察队小队长，随邮工纠察队到闸北参加战斗。
中国国民党清党后，工人运动陷于低潮。朱学范仍留邮局任职。1928年，朱学范投入青帮杜月笙门下。同年加入中国国民党。1929年2月，朱学范当选为第六届上海邮务工会的候补执行委员兼交涉科长。1931年，杜月笙在高桥创建的杜氏祠堂完工，朝野人士纷纷送来厚礼。朱学范无能力送厚礼，便专门刻一个纪念杜氏祠堂落成的邮戳，在高桥邮政支局投入使用。杜月笙十分高兴。朱学范入杜月笙门下后，参与发起成立“恒社”，任常务理事。
1931年九一八事变发生后，朱学范率邮务工会参与反日爱国活动。1931年9月26日，上海800余个团体20万人召开抗日救国市民大会，朱学范任总指挥，邮务工会负责交通，会后群众游行。1931年10月，上海80万工人店员组成抗日救国联合会，朱学范代表邮务工会参加，任调查科长，率队到上海各处检查并没收日货。
1932年一·二八事变爆发后，朱学范以上海邮工童子军训练部长名义，召集抗日义勇军紧急会议，组织上海邮局的工人们支援抗战，成立邮工童子军战地服务团。朱学范还成立上海邮工救护队，并且自任队长，该救护队直属中国红十字会。
1932年，杜月笙、张啸林、陈亚夫、朱学范、王晓籁联合李公朴、史量才、刘湛恩、李登辉等人组织“废止内战大同盟会”，推举杜月笙等五人担任常委。
1932年，朱学范参与发起成立全国邮务总工会，被推为筹备委员会会常务委员。筹备委员会会原定1932年7月15日在上海举行全国邮务总工会成立大会。但因国民政府不同意，改在7月25日在南京举办全国各地邮务工会联席谈话会，来自中华民国40余个地方的邮务工会代表参加。朱学范作为上海邮务工会代表与会，并当选为9位执行委员会常务委员之一。全国邮务工会曾组织罢工，并获胜利。中国东北遭日军占领后，当地邮工大批迁入山海关内，获各地邮局安置，朱学范代表全国邮务总工会慰问他们。
1933年，朱学范、赵树声、易礼容在上海工人及店员中间组织抗日救国团体“勇进队”，朱学范任勇进队队长。同时，创刊《勇进》半月刊杂志。勇进队平时开展教育及军事训练，还曾参加并支援日本纱厂工人大罢工。
一·二八事变结束后，朱学范任上海市总工会主席，创办大公通讯社，该通讯社专访罢工及工会消息，每天发布工人运动通讯稿。上海市总工会本来是非法的，因为南京国民政府颁布的《工会法》禁止成立总工会。经过朱学范等人多次力争，上海市总工会获得合法地位。但到1934年底，上海市总工会仅有6万余名会员，仅占上海30余万工人的21％。上海市总工会的6名常委中，朱学范为杜月笙门下，其他5名常委按杜月笙旨意投金廷荪门下，实际上靠山都是杜月笙。1933年底，朱学范在上海市总工会内部开始收“学生”，从而使租界的一些主要企业里都有了其“学生”。1935年初，经杜月笙同意，朱学范组建了自己的青帮组织“毅社”。截至1936年，加入毅社的职工已达一千几百人，毅社成为上海帮会在工会中最大的社团，其成员均为职工及工会干部，这使上海市总工会在租界中获得发展，朱学范在上海市总工会的地位得以加强。
1935年2月，中国劳动协会成立，七名常务理事中有四人是杜月笙门徒，其中包括朱学范。
1936年元旦，朱学范在《申报》发表《中国劳工运动之前途》称，“我们劳动阶级，在国家无事之秋，是站在民族工业的前线，以与资本主义者奋斗，而为发展国民经济之前锋；一到了国家非常时间，我们又站在民族的前线，以与帝国主义者奋斗，而为复兴民族之大众集团。”

### 国际劳工大会
1936年6月，朱学范到日内瓦参加第二十届国际劳工大会。朱学范在此次国际劳工大会上的活动，在国际上获得好评。随后，朱学范应邀参访苏联莫斯科，参观了博物馆、红场、列宁墓，与苏联工会领导人交谈。在莫斯科期间，中共驻共产国际代表李立三与康生秘密会见朱学范，提出为工人利益，双方联合抗日的主张。朱学范同意李立三的意见，并且就团结工人、联合抗日问题达成口头协议。
1936年11月，上海的中共地下党员张维桢、周林、韩念龙等人发动日商20多家纱厂4万工人举行罢工。朱学范领导上海市总工会支持，最终迫使日商纱厂接受了工人提的条件：不无故开除工人，增加工资5%，吃饭时停车30分钟等等。
1937年4月，国际劳工组织在美国华盛顿召开纺织工业会议（即第二十二届国际劳工大会）。同年6月，在日内瓦举行了第二十三届国际劳工大会，国民政府派朱学范出席了这两次会议。
1937年3月18日，朱学范自上海乘坐轮船启程赴美国。4月2日，朱学范出席国际纺织工业会议，在大会上发言，指出中国纺织工人改善劳动条件受阻的原因。国际纺织工业会议结束之后，朱学范参访美国。在华盛顿，朱学范访问美国煤矿工会主席约翰·罗维斯和其弟I·D·罗维斯，还访问美国劳联主席维林·格林、产联主席菲立浦·莫莱；在纽约，朱学范访问妇女成衣工会主席勃伦倍，还访问海员工会主席柯伦；在费城，朱学范访问纺织工会主席弥尔莱·维。在美国，朱学范还访问了美国共产党主席厄尔·白劳德等人。
1937年6月，朱学范自美国赴日内瓦，出席第二十三届国际劳工大会。在此次大会上，朱学范结识了法国总工会副书记弗拉商、丹麦总工会主席詹森、瑞典总工会主席安德森、美国马萨诸塞州劳工联合会司库瓦特等人。在第二十三届大会上，朱学范当选为国际劳工组织理事会候补理事，成为中国首位被选入理事会的劳方代表。

### 团结抗战
1937年七七事变爆发时，朱学范正在返回中国途中。在自法国马赛开航的邮轮上，朱学范听到蒋介石发表的庐山谈话。8月7日，朱学范抵达上海后，通过杜月笙等人组建工人抗日武装“别动队”，朱学范任别动队第三队队长。日军占领上海后，朱学范自上海赴香港。
1938年2月7日，朱学范自香港赴武汉，组织工人抗日。在武汉，朱学范先后会见了周恩来、徐特立等中国共产党代表，并且同陕甘宁边区总工会代表廖似光接触，朱学范赞成廖似光提出的一起筹备中国工人抗敌总会的建议，但因国民政府不同意，中国工人抗敌总会未成立。但中国工人抗敌总会筹备会在其存在的近两个月内，仍为抗日战争时期国共两党的工会组织进行公开合作奠定了基础。
1938年，得知国际工联即将在6月召开执委会议，朱学范便向国民政府社会部提出由中国劳动协会代表中国工会参加，获得国民政府同意。这使《工会法》被突破，中国劳动协会取得合法地位。1938年6月2日，第二十四届国际劳工大会在日内瓦新建的国际联盟大厦会议厅开幕，朱学范作为中国劳方代表出席大会，在会上当选提案审查委员会委员。
日军占领武汉后，中国劳动协会于1938年7月自武汉迁至重庆。1939年6月8日，朱学范作为中国劳工代表参加了第二十五届国际劳工大会，并在会上发表演讲。朱学范在会上提出两项提案，一是呼吁世界工人抵制日货，罢运军需用品至日本；二是请国际劳工局调查中国沦陷区工人的苦难并公布。但国际劳工局负责人认为中国沦陷区在日军占领下，而日本已经退出国际劳工组织，故无法前往调查，劝朱学范自动撤回该案。朱学范乃撤回了此案，但发表声明称：撤回该案，并非默认日军暴行，仍保留将来再度提出此案的权利。
1939年9月，朱学范出席了第八届国际工联代表大会和第二十五届国际劳工大会后回重庆。中国共产党提出的建立抗日民族统一战线及实现全中国工人阶级团结统一，对朱学范产生影响。在重庆，朱学范通过张晓梅与周恩来约在红岩村八路军重庆办事处会见。在会见时，朱学范提出，在国际工会活动中，中国劳动协会应同陕甘宁边区总工会合作。周恩来赞成，并建议陕甘宁边区总工会加入中国劳动协会成为会员，一起开展国际活动。12月8日，中国劳动协会在重庆举行第二届年会，朱学范当选中国劳动协会理事长（一直任至1949年11月），会议通过了陕甘宁边区总工会加入中国劳动协会的决议。陕甘宁边区总工会派廖似光为代表出席此届年会，廖似光当选中国劳动协会常务理事。
1936年到1940年，朱学范先后八次代表中国劳动协会到欧美国家出席国际劳工组织会议，当选为国际劳工局理事、国际工会联合会理事。在每次会议上，朱学范都要揭露日本对中国的侵略，呼吁各国人民尤其是工人支持中国人民的抗日斗争。
1941年10月，朱学范作为中国劳方代表出席了在美国纽约举行的国际劳工组织非常会议，在大会上发言，突出中国抗日战争在世界反法西斯战争中的作用，呼吁各国加强援助中国抗日战争。朱学范还举办招待会，宣传中国工人及民众的抗战事迹，获各国代表尤其是欧洲各国代表重视。他在会上提出的敦促自由民族对中国、英国、苏联及其盟国供给军械以加强抗战力量的议案，获大会通过并作出决议。会后，美国总统罗斯福在白宫接见会议领导，朱学范与罗斯福握手时用英语说：“感谢总统对中国抗战的支援。”罗斯福报以微笑点头。
1941年太平洋战争爆发，在美国的朱学范一时无法回中国。朱学范乃到哈佛大学经济系学习。1942年，美国两大劳工组织劳联和产联到哈佛大学通知朱学范，美国工会决定向中国、英国、苏联工会每年提供66万余美元。朱学范便提前结束在哈佛大学的学业，1942年9月回国具体规划此事。中国劳动协会利用美国工会的捐款，从日本占领区内迁技工9000多人，在重庆开办49所文化技术补习学校，在不少地方兴办工人福利社、诊疗所、托儿所，又拨出部分捐款给陕甘宁边区总工会举办工人福利事业。
1944年4月20日，朱学范出席了在美国费城举行的第二十六届国际劳工大会，并在会上获得了28票中的27票，当选为国际劳工组织理事会正式理事。

### 第二十七届国际劳工大会
1945年2月26日，世界工会代表会议在英国伦敦举行，朱学范代表中国工会出席，并在会上发表演讲。会议宣言表示要建立持久和平，建立民主社会，保障工人权利。
1945年，世界工会代表会议预定在法国巴黎召开。解放区工会拟派董必武等四名代表出席。1945年6月22日，朱学范在重庆收到邓发发来的电报，得知因国民政府不同意，解放区工会代表不能参加世界工会代表会议。此后，朱学范、易礼容赴八路军重庆办事处会见中共代表王若飞，讨论中国工会组织统一代表团出席定于1945年9月在法国巴黎举行的世界工会大会，并表示中国劳动协会同意解放区工会派出代表参加中国劳动协会代表团，请王若飞转告周恩来。
1945年9月8日，中国劳动协会重庆工人社举行开幕仪式，周恩来、王若飞应邀参加。周恩来对朱学范详谈有关抗日战争结束后中国工会的团结统一，获朱学范赞同。9月9日，周恩来向在美国出席联合国大会的董必武写信，通报其与朱学范会谈情况。当天，周恩来还向朱学范送来亲笔信。此后，经朱学范争取及国际舆论压力，国民政府同意邓发（解放区职工联合会筹备会主任）一人参加中国劳动协会代表团。
此时恰逢重庆谈判，9月10日，朱学范、易礼容应邀邀请到重庆上清寺会见毛泽东。朱学范向毛泽东介绍了中国劳动协会的活动，表示中国劳动协会愿同解放区工会合作开展国际活动，达到中国工会运动的统一。毛泽东说：“你们的工作做得很好，我支持你们。”
1945年9月至10月，世界工会代表大会在法国巴黎召开，邓发出席大会并代表中国劳动协会代表团发言。在会上，朱学范当选世界工联副主席、执行委员，经朱学范提名，邓发当选世界工联执行委员会候补委员、理事会理事，刘宁一当选世界工联候补理事。
1945年11月5日到11月15日，朱学范出席在法国巴黎举行的第二十七届国际劳工大会。此为第二次世界大战结束后，国际劳工组织举办的第一次大会。邓发作为中国劳工代表的顾问出席大会，这是解放区工会代表首次参加国际劳工大会。朱学范在会上发言，强调制定区域公约的迫切性。

### 与国民党当局的决裂

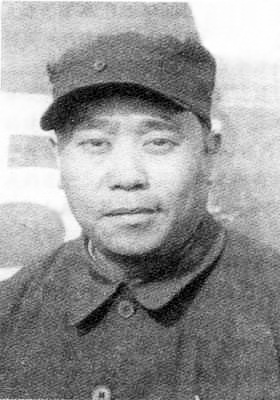
1940年代末的朱学范

1946年1月26日，朱学范、邓发返抵重庆。当时，政治协商会议即将闭幕，反内战争民主运动在国统区掀起。朱学范与易礼容商议后，决定以解放区工会的八项主张为基础，草拟《中国劳动协会二十三条政治主张》。该文件发表后，获得中国劳工界及民主党派支持，但遭中国国民党部分人士抨击。
1946年2月10日，为庆祝政治协商会议成功，中国劳动协会同其他20多个团体在重庆较场口召开庆祝会，朱学范组织中国劳动协会人员保护会场，但中国国民党重庆当局派员到场生事，双方大打出手，李公朴、施复亮、郭沫若等均被殴打，酿成“较场口事件”。朱学范成为现场目击者之一。2月11日，朱学范、李德全、阎宝航赴上清寺的中国国民党中央党部向秘书长吴铁城提出强烈抗议。但此时，中国国民党当局称中国劳动协会是较场口事件中破坏会场的“暴徒”，朱学范是“打手”。重庆地方法院控告李公朴、朱学范等人“公然聚众强暴胁迫扰乱集会并伤害他人身体”。朱学范和中国劳动协会聘史良等人担任辩护律师。重庆地方法院仅开庭审理一次，最后不了了之。
1946年4月8日，邓发在飞机失事中遇难。4月下旬，朱学范独自赴中共代表团在南京的驻地梅园新村会见周恩来，了解解放区工会派出新代表接替邓发的事宜。周恩来对朱学范主要谈到解放区工会与中国劳动协会共同进行国际联络及宣传的问题。
1946年6月，朱学范和解放区工会代表刘宁一出席了在苏联莫斯科召开的世界工联执行委员会议。6月27日，刘宁一在世界工联执行委员会会议上发言。当日，苏联工会中央理事会在莫斯科的圆柱大厦举行群众大会，朱学范应邀在大会上讲话。会议期间，朱学范、刘宁一还参访莫斯科，后共同乘火车自海参崴归国，乘轮船抵达上海。此后，刘宁一成为朱学范同周恩来、中共中央之间的联系人。
1946年8月6日晨，中国国民党方面的重庆市总工会领导人分为五路，在警察局刑警队的配合之下，“接收”了中国劳动协会下属的重庆工人福利社、中国劳动协会分会以及三个区的工人福利社，逮捕了重庆工人福利社主任周颖等干部及工会会员共38人，将其中22人送法院看守所关押，此即重庆八六事件。事发后，正在上海的朱学范召集在上海的中国劳动协会理事开会，拟出向中国国民党当局提出的四项要求：“立即释放被捕人员；查办此次不法行为的主犯；退出被占机构；保障工作人员安全。”中国劳动协会理事会致电世界工联、各大国的总工会尤其是美国劳联、美国产联。8月8日，朱学范在上海举行记者招待会，介绍事件经过，公开向中国国民党当局提出上述四项要求，并请美国工界援华基金监事会秘书出席作证，说明重庆市总工会对中国劳动协会贪污美国工会捐款的指控纯属诬陷。国际及中国舆论对重庆八六事件反应强烈。国民政府表示该事件是重庆市总工会同中国劳动协会的纠纷。9月10日，蒋介石在庐山亲自接见朱学范，朱学范简述了事件经过，提出了“释放被捕员工、退还被占机构、以后不再发生类似事件”的三项要求，蒋介石同意。中国国民党当局释放了被捕的中国劳动协会人员，但仍对朱学范等人提起公诉。1946年9月，重庆地方法院对朱学范发出拘票。另外，中国国民党当局要求朱学范代表中国劳动协会在关于排斥解放区工会的声明稿上签字，否则就要朱学范辞去中国劳动协会理事长职务，但朱学范对此采取拖延态度。
1946年台灣霧峰林家林正亨與妹妹林剛都加入中国劳动协会，並加入共產黨，後工人福利社遭國統查禁，接受指示返台發展地下組織。
1946年10月，中国国民党单方面决定于11月1日召开制宪国民大会。朱学范是劳工界选出的制宪国民大会代表，中国国民党方面希望他能到南京参加大会。当时，中国共产党、中国民主同盟先后表示反对中国国民党单方面召开制宪国民大会，认为中国国民党违反了政治协商会议的精神。朱学范会见刘宁一听取意见，随后与中国劳动协会部分人员发表“主张民主，反对内战”的二十三条主张，拒绝出席制宪国民大会。刘宁一根据周恩来指示，建议朱学范离开上海，将中国劳动协会总部迁到香港，并在离开上海前发表声明反击中国国民党。11月10日晚，朱学范向刘宁一表示：“我已下定决心，立即离开上海，去香港。”11月12日，经中国共产党协助，朱学范离开上海赴香港。11月18日，上海报纸刊登了朱学范的《上海声明》，声明中称中国国民党当局破坏劳工界统一，强迫中国劳动协会排斥解放区工会组织，强迫中国劳动协会公开反共，强迫朱学范参加“伪国大”。此后，中国国民党开除了朱学范的党籍，朱学范还被开除职务并吊销护照。
抵达香港后，朱学范会见中共中央南方局领导方方等人，并接触了许多民主党派人士。1946年11月25日，朱学范在乘坐人力车返回住处途中，在香港庄士敦道英国海军俱乐部门前遭遇车祸，被从后面开来的一辆汽车撞倒，右肩骨受伤骨折。朱学范及社会各界认为这是国民党特务制造的车祸。朱学范入住香港玛丽医院，经三个多月治疗痊愈。朱学范遭撞伤的消息经香港《华商报》报道后，国内外人士纷纷致慰问电或前来探望，并谴责国民党，世界工联总书记路易·赛扬从巴黎、中国共产党领导人刘少奇从延安分别致慰问电，英国部长夫人来医院探望。朱学范住院第三天，周恩来派刘宁一代表中国共产党及解放区工会自上海赴香港慰问朱学范，并带来解放区工会缴纳给中国劳动协会的会费。
由于此前重庆市总工会指控朱学范贪污美援，1947年1月，美国产联及劳联派专人调查，并赴香港会见朱学范。经调查，调查人员声明朱学范未挪用美援，重庆市总工会的指控完全是政治陷害。美国产联为此在1947年2月专门作出援华问题决定：（1）产联不再通过中国劳动协会分发援华基金；（2）朱学范没有乱用资财。
在香港，朱学范同何香凝、李济深等中国国民党元老频繁接触，酝酿创建中国国民党革命委员会。1947年5月6日，朱学范启程出国。后经巴黎赴捷克斯洛伐克布拉格，与刘宁一共同出席1947年6月在布拉格召开的世界工联执行局会议。不久，赴瑞士日内瓦出席国际劳工理事会。
1947年，中国出席日内瓦第三十届国际劳工大会的政府首席代表仍为李平衡，顾问是吴秀峰、李晏平；雇主代表是庄智焕，顾问是朱家让；劳工代表是安辅廷，顾问是刘松山、黄昌汉。此届国际劳工大会发生了“朱学范事件”，即国民政府指朱学范“擅自向第三十届国际劳工大会报到，自称为中国劳工代表，以与我正式劳工代表安辅廷相争。”实际上，朱学范是通过中国劳动协会的名义申请参加此次国际劳工大会，获大会审查通过，大会决议支持在香港的中国劳动协会为中国工会正式代表。国民政府最高法院下令通缉朱学范，国民政府外交部则要吊销朱学范的外交护照。1947年，朱学范自英国致函中国国民党中央党部农工部副部长陆京士：“我于六月十一日到了日内瓦，出席理事会，十九日开大会，照手续我可以做一些反宣传工作，但是我忍耐着，李平衡兄到了以后，我连工人组会议也不出席了。同时我也就离开了日内瓦。”“这次在日内瓦，大家都见了面，我在国外无法不说几句话，我始终是保持沉默，说得很少而且很和平。……现在我无法求当局谅解，我也不可能求当局谅解，现在我要做的说的，完全由于良心上应感。”但实际上李平衡对朱学范十分宽容，二人在日内瓦私下在许多方面达成共识。

### 创建民革
1947年7月上旬，朱学范到达伦敦，在此向李济深写了一封信，报告自己到欧洲各国之情况。随后，朱学范赴美国，7月10日抵达旧金山，在旧金山会见冯玉祥。二人商谈成立革命组织的问题。冯玉祥根据此次谈话的内容写下一封信，托朱学范代表他回到香港送交李济深。1947年8月底，朱学范自美国返抵香港，将冯玉祥的信交给李济深与何香凝。返回香港之后，朱学范与李济深、何香凝、蔡廷锴、王葆真、邓初民、张文、梅龚彬、朱蕴山、陈此生等投入中国国民党革命委员会的筹建工作中。
1947年11月12日，中国国民党民主派第一次联合代表大会在香港开幕，会议推举李济深、何香凝为召集人，柳亚子、蔡廷锴、朱学范等人为委员。他们致函上海的宋庆龄请其到香港主持即将成立的民革。12月初，宋庆龄复信赞成民革成立，但表示她以不来香港为好。
1947年11月25日，中国国民党民主派第二次联合代表大会召开。朱学范在会上当选为执行委员会常务委员。同日，朱学范自香港启程赴欧洲。1947年11月在巴黎出席世界工联执行局会议后，又到伦敦。1948年1月1日，中国国民党革命委员会（简称“民革”）在香港召开成立大会，朱学范当选为16位中央常务执行委员之一，并被选为组织工作委员会主任委员（副主任委员为陈汝棠）。在伦敦的朱学范得知民革成立后，当即发电报表示祝贺。
朱学范到伦敦不久，刘宁一也到伦敦，代表中共中央邀他到东北解放区出席解放区工会大会。1948年1月8日，朱学范在伦敦发表《朱学范对于目前时局的宣言》，表态拥护消灭蒋介石政权的民主革命运动，拥护土地改革，拥护爱国统一战线，反对美国政府的魏德迈计划与马歇尔计划。1月12日，朱学范以中国劳动协会的名义向世界工联执行局写了一份提案，要求世界工联采取措施反对马歇尔计划。后来，朱学范自伦敦来到布拉格。此后中共中央安排朱学范经苏联到达中国东北的哈尔滨。2月28日，朱学范抵达哈尔滨。次日，朱学范致电中共中央委员会主席毛泽东及中共中央军事委员会副主席周恩来。3月4日，朱学范接到毛泽东与周恩来的复电，对他“表示热烈的欢迎”。

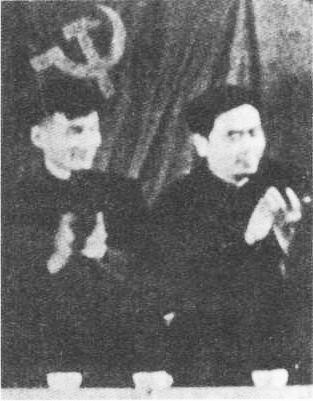
1948年，陈云（左）与朱学范（右）在哈尔滨召开的第六次全国劳动大会主席台上

此后，朱学范到中国东北的工厂、农村、煤矿参观学习40天。1948年4月30日，朱学范见到中共中央纪念“五一”劳动节口号，表态赞同。朱学范对李立三提出，应成立统一的中国工会领导机关，建议由解放区职工联合会筹备会和中国劳动协会共同发起召开第六次全国劳动大会。朱学范这一建议获采纳。1948年8月1日，朱学范参加在哈尔滨开幕的第六次全国劳动大会。会议期间，朱学范首次见到东北解放区领导人陈云。在会上，朱学范作《国民党统治区职工运动的报告》。因注射鼠疫疫苗不久，发生药物反应，朱学范在作报告时突然在讲台上晕倒。主席台上的陈云、李立三将朱学范送往铁路医院。次日，朱学范出院后继续作报告。此次大会恢复了中华全国总工会，中国劳动协会加入中华全国总工会为团体会员，陈云当选为中华全国总工会主席，李立三、朱学范、刘宁一当选为副主席，朱学范兼国统区工作委员会主任。大会后，陈云代表中共中央同朱学范联系。
大会后，朱学范、刘宁一在1948年8月26日共同署名致信世界工会联合会总书记路易·赛扬，介绍中华全国总工会及其领导人情况，声明“中国将从此不再由中国劳动协会，而由中华全国总工会参加世界工会联合会。”
1948年9月19日，首批自香港来的民主党派人士沈钧儒、谭平山、章伯钧、蔡廷锴四个人抵达哈尔滨，入住马蒂尔宾馆。当日，朱学范接到通知，从中华全国总工会招待所搬入该旅馆，与上述四人同住。朱学范与他们见面并彻夜长谈。10月8日，高岗、李富春等人带来中共中央《关于召开新的政治协商会议诸问题（草案）》征求朱学范及沈钧儒等七个人的意见。10月21日，在马蒂尔旅馆里举办首次“新政协诸问题”座谈会，朱学范与会。此后又接连举办第二次、第三次座谈会。11月25日，在哈尔滨的朱学范、沈钧儒、谭平山等八位民主人士与中共中央代表高岗、李富春达成了关于召开新政协诸问题的协议。
1949年1月，在哈尔滨的各民主党派人士来到沈阳。1月7日，朱学范、李富春一起赴大连迎接从香港来东北解放区的李济深一行。1949年1月22日，分别自香港、哈尔滨来到沈阳的55位民主人士联名发表《我们对于时局的意见》，表示：“愿在中共领导下，献其绵薄，共策进行，以期中国人民民主革命之迅速成功，独立、自由、和平、幸福的新中国之早日实现。”该意见还明确反对中间路线。这55位民主人士包括李济深、沈钧儒、朱学范等人。

### 参加新政协
1949年2月25日，朱学范等35位自国统区到中国东北的民主人士，在林伯渠、高崇民（东北行政委员会副主席）的陪同之下，自沈阳到北平。此后，朱学范参加筹备新政协的工作。同年3月30日到4月20日，朱学范参加在六国饭店举办的迎接上海解放的经济问题准备工作座谈会，在会上就劳资关系发言。4月下旬，朱学范经李立三陪同，首次见到刘少奇。
1949年6月15日，朱学范作为中华全国总工会代表参加新政协筹备会第一次会议并讲话。会后，朱学范在起草共同纲领小组工作。9月17日，朱学范出席在中南海勤政殿举行的新政协筹备会第七次会议。
1949年9月21日至9月30日，中国人民政治协商会议第一届全体会议在北平中南海怀仁堂召开。634名代表，300名来宾出席会议，推举毛泽东等89人组成主席团。朱学范为大会主席团成员之一。9月25日，朱学范作为中华全国总工会及中国工人阶级代表在会上发言。
1949年10月1日，朱学范参加中华人民共和国开国大典。

### 首任邮电部长

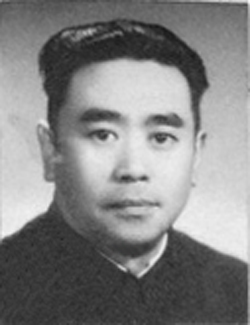
1956年9月30日颁发的中国邮电工会全国委员会会员证上的朱学范照片

1949年10月19日，中央人民政府委员会召开第三次会议，朱学范被任命为中央人民政府邮电部部长，成为中华人民共和国首任邮电部部长。10月29日，朱学范主持召开邮电部第一次部务会议。
中华人民共和国初期，中国仅有31万门市内电话，25%的县城无邮政局及电信局。经三年恢复，初步形成了沟通中国各个主要城市的通信系统。中华人民共和国初期，中央人民政府政务院决定实行“邮电合一”及“邮发合一”的管理体制，获朱学范赞成。
1949 年，全国邮政总工会筹备委员会成立，朱学范、李景韩、顾锡章、王希贤、陆象贤、宋凤祥、成安玉等人为筹备委员会常务委员，朱学范为筹备委员会主任，李景韩为副主任。1950年3月17日，中国邮电工会第一次全国代表大会在北京举行，朱学范讲话。3月27日，大会选举产生中国邮电工会全国委员会，刘寅当选主席，李景韩、陆象贤、徐欣当选副主席，朱学范当选全国委员会委员。
1950年6月，中华全国总工会派出朱学范任团长的代表团，出席邮电工会国际行政委员会议、德意志民主共和国邮电工会全国代表大会、自由德国工会联合会第三届代表大会。7月24日，朱学范率团自北京启程，于同年8月初到达布拉格。1950年8月7日至8月9日，世界工联产业部邮电工会国际行政会议在布拉格举行，苏联、中国、法国、意大利、捷克斯洛伐克、德国、波兰、罗马尼亚、匈牙利、荷兰、奥地利、瑞士等13个国家的邮电工会代表参加此次会议。会议的主要议题是加强邮电工人保卫世界和平的斗争。
1950年8月16日至18日，朱学范率代表团以来宾身份到德意志民主共和国哈莱参加德意志民主共和国邮电工会代表大会。8月30日到9月3日，朱学范率代表团来到柏林参加第三届自由德国工会联合会代表大会。会后，朱学范率代表团归国，途中曾在苏联停留并短期游览，后于9月20日离开莫斯科，10月1日返回北京。
1957年12月，社会主义国家邮电合作组织成立。1957年到1966年，中国参加了六次社会主义国家邮电合作组织举办的邮电部长会议。1958年，朱学范率中国邮电部代表团参加了在布拉格召开的社会主义国家邮电合作组织第二次部长会议，随后应邀访问波兰。1965年7月1日，社会主义国家邮电合作组织第六次部长会议在北京举行，朱学范主持会议，会议期间，中华人民共和国主席刘少奇、国务院副总理薄一波分别会见各国代表团团长。
1950年2月23日，中央人民政府政务院第七十三次政务会议通过《中华人民共和国劳动保险条例》。该条例执行前，朱学范经过努力，并获中央人民政府批准，率先在邮电企业中试行《全国邮电职工疾病伤残试行办法》。
1951年7月，中央人民政府为访问第二次国共内战时期南方各老革命根据地人民，组成中央人民政府南方老革命根据地访问团，谢觉哉任团长，朱学范为副团长之一。朱学范负责率领访问团湘赣分团，该分团团长为谭余保。1951年8月18日，访问团湘赣分团抵达老革命根据地茶陵县城。茶陵县是毛泽东1927年率中国工农红军入井冈山后开辟的老根据地之一。
1953年10月中旬，中国人民第三届赴朝慰问团总团及各分团组成，总团团长贺龙，朱学范为总团副团长之一。慰问团自10月20日至12月14日赴朝鲜慰问中国人民志愿军指战员。此次赴朝鲜，是朱学范一生中首次亲临战场。归国后，朱学范发表了《亲眼看见的奇迹》等文章。

### 开拓民革工作
朱学范任民革第一届中央常务执行委员兼组织工作委员会主任。1949年10月6日，中国国民党革命委员会（民革）、三民主义同志联合会（民联）、中国国民党民主促进会（民促）的代表举行统一协商座谈会。1949年10月12日，中共中央统战部举办茶话会招待民革领导人，周恩来到会讲话。1949年11月12日到11月16日，中国国民党民主派代表会议在北京召开，民革、民联、民促及中国国民党其他爱国民主分子共58人与会。会议决定，由上述四方面组成统一的中国国民党革命委员会，民联、民促同时宣布结束。会议选举产生45名中央委员、20名候补中央委员组成的新一届民革中央委员会，李济深当选民革中央主席，朱学范当选民革中央委员。
文化大革命时期，1967年8月，中华人民共和国邮电部实行军管，朱学范被停止邮电部部长职务。1968年8月23日，朱学范被以“反革命”罪名逮捕，关押在秦城监狱。朱学范被定为“朱学范、谷春帆特务集团”案主犯。此案涉及到邮电部门的许多干部，原邮电部干部、王国维次子王高明也因卷入此案而在1969年11月自杀身亡。1975年5月，朱学范被遣送湖北黄石干休所劳动。1975年8月，经国务院总理周恩来关心，朱学范获准回到北京治病。1976年1月8日，周恩来病逝。朱学范当时在北京尚未获得行动自由，只好让儿子朱培庆代其参加悼念活动。后来，朱学范发表了《周总理———我的引路人》、《征途指引赖周公》等文章。
1976年10月，四人帮被粉碎。后来，朱学范获得平反。1978年初，胡耀邦给朱学范打电话，祝贺朱学范获得彻底平反和解放，并询问朱学范有何要求。朱学范提出将女儿朱培英调回北京。次日，中共湖南省委组织部通知朱培英的工作单位，将朱培英调回北京。由此，朱学范一家重新团聚。1978年2月，朱学范参加第五届全国人民代表大会，当选第五届全国人大常委会委员。
朱学范恢复工作之后，迅速参与恢复民革的工作，并赴各地调研。1979年８月10日，民革中央机关迁回原址办公。1979年10月11日到10月22日，民革召开第五次全国代表大会，朱学范在会上作关于修改民革章程的报告，大会选举145人组成新一届中央委员会。在民革五届一中全会上，朱蕴山当选民革中央主席，朱学范等人当选民革中央副主席。在会议召开期间，朱学范及其他与会者获邓小平等党和国家领导人接见，邓小平向各民主党派及全国工商联发表讲话。12月15日，民革五届中央委员会第二次会议决定朱学范兼任组织部部长。
朱学范等民革中央领导人在民革第五次全国代表大会后制定了“以四化为中心，以对台为重点”的工作方针。各地民革组织根据该方针创办了许多学校。至1987年2月，各地民革组织及成员创办了274所业余学校。此外，还创办了许多企业及誊印社、书画社、翻译服务社、托儿所、医院、歌舞团、电影剧组、京剧组等事业，并开展智力支边。
1980年元旦，朱学范通过广播向台湾方面发表新年致辞称：“在历史上，很多处于交战状态的双方，始终保持着邮务上的信件往来。”1981年，朱学范在《愿海峡两岸早日互通佳音》一文中称：“‘三通’是和平统一的先声，通邮又是‘三通’的先声。”“为什么要让两岸同胞为通一封平安家信有的竟要绕半年地球呢？”民革先后三次召开对台通邮座谈会。1982年11月18日，朱学范向中央对台工作领导小组呈交《关于成立对台通邮研究小组的请求报告》。后来，中华民国政府允许由台湾中华民国红十字会转信。
1981年12月，朱学范在五届全国人大四次会议上被补选为全国人大常委会副委员长。此后，朱学范出访诸多国家，自1982年至1986年接待45个国家的79个访华代表团。1982年，朱学范带领民革参与《中华人民共和国宪法》的修改工作。
1984年6月，应上海市市长汪道涵之邀，朱学范赴上海指导邮电通信改革，并且制订邮电发展规划。朱学范拟出《关于加强上海邮电通信建设，缓和通信紧张的汇报提纲》，其中提出邮电建设不仅应当与国民经济发展同步，且要适度超前。同年6月，中共上海市委举行常委会议，讨论朱学范提出的规划建议，成立由中华人民共和国邮电部和上海市联合组成的协调机构“上海市通信建设领导小组”，实施该规划。此措施获国务院同意。1984年12月，汪道涵主持召开领导小组第一次会议，朱学范自北京赴上海出席。
1985年3月1日，朱学范给全国人大常委会委员长彭真写了一封信，表达对发展中国邮电通信事业的设想。此信获彭真及全国人大常委会重视。1985年7月9日，朱学范在国家召开的城市基础设施经济问题讨论会上作《要重视邮电的基础设施》发言。
1985年12月，朱学范调研北京市、上海市、天津市、石家庄市等城市的邮电事业，并向国务院领导写了报告。国务院领导对此作出批示。朱学范提出在中国逐步推行邮政编码制度。后来该制度在中国全面推行。
在长子朱培根应邀访问台湾后，1985年5月，朱学范在深圳会见台湾Teisel公司总裁毛渝南，并商定该公司为广东省、上海市、福建省等十多个城市制造S-1240型程控数字电话机的软硬件。经过中央对台工作领导小组组长杨尚昆批准及邮电部支持，先后引进了7亿美元的通信设备，大大提升了中国大陆沿海城市的通信设备。
1980年代末，朱学范到上海等地邀请国营大型工业企业的厂长、党委书记、工会主席座谈，听取对《中华人民共和国国营工业企业法（草案）》的意见。1989年，朱学范参加了《中共中央关于坚持和完善中国共产党领导的多党合作和政治协商制度的意见》方案的研讨与起草工作。
1988年9月，应《经济参考》杂志的邀请，朱学范写出《大家都来关心邮政，办好邮政》一文。1989年11月，朱学范在京津沪第三次、华东地区第一次邮电经济学术交流会上发言。
1989年1月1日为全国人大常委会发表《告台湾同胞书》十周年纪念日，朱学范在纪念座谈会上发言，盼望台湾当局以民族利益为重，接受中国共产党的建议，在无先决条件的情况下，尽早开展谈判。1989年8月26日，朱学范在民革中央“台湾厅”会见中国统一联盟第一副主席谢学贤一行。1990年2月3日，朱学范在《解放日报》发表《愿有生之年，见祖国统一》一文。此后，朱学范发表《继承遗志统一祖国》、《消除障碍促进统一》、《坚持反对“台独”维护祖国统一》等文。
1992年，民革中央第八次全国代表大会接受了朱学范的辞职请求，并选朱学范为民革中央名誉主席，通过《给朱学范同志的致敬信》。
1994年5月，朱学范通过朱培根对台湾的第三次访问，联系到台湾统一集团总裁高清愿，促成了该公司赴中国大陆投资10亿美元促进通信现代化。
朱学范是第一、二、三届全国人大代表，中国人民政治协商会议第一届全体会议代表，第二、三、四届全国政协常委，第五、六、七届全国人大常委会副委员长，第七、八、九届中华全国总工会副主席，第二届民革中央委员，第三、四届民革中央常委，第五、六届民革中央副主席，第七届民革中央主席兼中央监察委员会主席，第八届民革中央名誉主席。朱学范还是中国红十字总会名誉会长、中国国际友谊促进会理事长、中国医学基金会主席、中国国际工合委员会名誉理事长、中国国际交流协会副主席。
1996年1月7日，朱学范在北京病逝，享年91岁。葬于上海金山區枫泾镇枫泾公墓。1996年1月19日，新华社发表《朱学范同志生平》。

## 相关
- 朱学范故居
- 朱学范墓

## 著作
- 朱学范文集，北京：团结出版社，1992年

## 延伸阅读
- Richard David Comerford, Chu Hsueh-fan and the Chinese labor movement, 1926-1948: a struggle for labor unity, University of Wisconsin--Madison, 1972.
- 陆象贤、刘宋斌：《朱学范传》，北京：团结出版社，2005年